# Im Frühtau zu Berge
Im Frühtau zu Berge ist die deutsche Version eines sehr bekannten schwedischen Wanderlieds, Vi gå över daggstänkta berg.

## Herkunft
Den schwedischen Text Vi gå över daggstänkta berg schuf der Maler und Dichter Olof Thunman (1879–1944). Dieser Text wurde 1906 im humoristischen Magazin Styx veröffentlicht. Als Lied erschien es 1908 im Abraham Lundquist Verlag mit der Überschrift Gångsång (Wanderlied). Die Melodie stammt von Edwin Ericson (1874–1968). In vielen deutschen Liederbüchern wird die Melodie zu Unrecht Walther Hensel zugeschrieben. Dagegen haben die Forschungen des Deutschen Volksliedarchivs für das Historisch-kritische Liederlexikon ergeben, dass die Melodie 1900 nach einer traditionellen schwedischen Melodie verfasst wurde.
In Deutschland erschien die erste deutsche Übersetzung in einer von Robert Kothe (1869–1947) herausgegebenen Reihe mit Lautenliedern (Robert Kothe – Die 14. Folge für hohe und tiefe Stimme, 1917). Weitere deutsche Textfassungen stammen von Gustav Schulten (1917), Klemens Neumann (1920), Walther Hensel (1924) und Lieselotte Holzmeister (1968).

## Text und Melodie
Im Frühtau zu Berge wir gehn, fallera,

Es grünen die Wälder, die Höh'n, fallera.

Wir wandern ohne Sorgen

Singend in den Morgen

Noch eh im Tale die Hähne krähn.

Ihr alten und hochweisen Leut,

Ihr denkt wohl, wir sind nicht gescheit?

Wer wollte aber singen,

Wenn wir schon Grillen fingen

In dieser herrlichen Frühlingszeit?

Werft ab alle Sorgen und Qual

Und wandert mit uns aus dem Tal!

Wir sind hinaus gegangen,

den Sonnenschein zu fangen:

Kommt mit versucht es auch selbst einmal!

## Rezeption
Das Wanderlied gehörte in Schweden gemäß einer königlichen Verordnung, die von 1943 bis 1956 gültig war, zu den in der Schule zu lernenden und singenden Volksliedern. Die Verordnung wurde im schwedischen Lehrplan 1969 gestrichen, das Lied wird aber weiterhin gesungen.

### Bis 1933
Nach 1917 wurde das Lied in zahlreiche deutsche Liederbücher vor allem der Jugend- und Wandervogelbewegung aufgenommen (z. B. Der Spielmann, 3. Auflage 1920; Fahrend Volk, 1923; Fahrtenlieder, Hrsg. Fritz Sotke und Auf Fahrt, 1928). Es wurde sowohl in christlichen (z. B. Freude in Fülle – Liederbuch für die christliche deutsche Mannesjugend, 1925) als auch in sozialistischen (Jugend-Liederbuch, 1929) Kreisen gesungen, und es war auch in rechtskonservativen Gruppierungen vertreten (z. B. im Liederbuch der Kyffhäuserjugend, 1932). Eingang fand das Wanderlied auch in deutsche Schulbücher (z. B. in Der Jungbrunnen – Ein Liederbuch für Schule und Leben, 1932 und in Deutsche Lieder Band 1 für die höheren Schulen, o. J.).

### 1933 bis 1945
Wie viele andere Lieder der Jugendbewegung griffen die Nationalsozialisten das ursprünglich schwedische Lied auf. Gleich 1933 machte es sich die Hitlerjugend zu eigen (z. B. Blut und Ehre, Hrsg. Baldur von Schirach und Uns geht die Sonne nicht unter, 1934), der Reichsarbeitsdienst (z. B. Singend wollen wir marschieren, o. J.) und die SS (z. B. SS-Liederbuch, o. J.) folgten. Auch die Liederbücher der Wehrmacht enthielten das Lied (z. B. Das neue Soldatenliederbuch, Hrsg. Zentralverlag der NSDAP und Liederbuch des II. Korps, beide 1940).
Vertreten ist es auch in den Schulbüchern wie in Ernte und Aussaat, 2. Teil, Oberstufe, 1940 und Klingendes Leben – Singebuch für Mädchen, Teil 1, 1941 sowie in Klingender Tag – Liederbuch für die Mittelstufe 1 und 2, 1942.
Neben Die Moorsoldaten, Der Winter ist vergangen, Ade zur guten Nacht und vielen anderen Liedern (insgesamt 180) wurde auch Im Frühtau zu Berge 1942 ins Lagerliederbuch des KZ Sachsenhausen aufgenommen.

### Ab 1945
1945 wurden in einem Flüchtlingslager in Dänemark deutsche Lieder gesammelt und das Liederbuch der deutschen Flüchtlinge in Dänemark herausgegeben, und bereits 1946 kamen in Deutschland die ersten neuen Liederbücher heraus: in der DDR das Liederbuch der deutschen Jugend FDJ und in der BRD Lieder der Jugend (Hrsg.: Erzbischöfliches Jugendseelsorgeamt, München).
Betrachtet man die weitere Rezeption allein durch die Liederbücher, so wurde das Lied nach dem Zweiten Weltkrieg in allen Kreisen und Gruppierungen gesungen: Von Christen (Ein neues Lied für die evangelische Jugend, 1950) und Sozialisten (Wir Falken singen, 1946), von Fußballspielern (Liederbuch des Deutschen Fußball-Bundes, 1953), Turnern (Deutsches Turnerliederbuch, 1954) und anderen Sportlern (Lieder der Sportjugend, 1955 und 1961), von der Wald- (Waldjugend-Liederbuch, 1959) und Zeltjugend (Wir singen, 1960) und später von der Malteser- (Mit Barett und Wimpel, 1987), der Bergsteiger- (Pulverschnee und Gipfelwind, 1988) und der Reformjugend (Liederbuch der deutschen Reformjugend, 1995).
Auch in Liederbüchern für die Schulen tauchte das Lied auf, so z. B. in Musik in der Grundschule (Bd. 3, 1947), in Unser Liederbuch für Hessen (im 5. bis 8. Schuljahr, 1955), ebenso wie im Liederbuch für die höheren Schulen (Baden-Württemberg, o. J.).
Gesungen wurde es auch in verschiedenen Regionen Österreichs: Kärntner Singbuch (Liedersammlung für die Jugend Kärntens, 1961), Steierisches Liederbuch (1965), Kommt zum Singen (Südtiroler Liederbuch, 2004) und von den österreichischen Soldaten (Österreichisches Soldatenliederbuch, 1967) und Pfadfindern (Unter dem Babenberger Adler, 1987) sowie allgemein Komm sing mit uns (Österreichisches Liederbuch, 1980) und Volkslieder aus Österreich (Unsere schönsten Lieder, 2004).
In der Schweiz wurde 1975 eines von Tomi Ungerer illustrierten Kinderliederbücher ediert: Das große Kinderliederbuch, das in allen deutschsprachigen Ländern auf ein großes Echo stieß.
In Deutschland wurde das Lied in eine Vielzahl von Liederbüchern für Kinder aufgenommen, z. B. in Die bunte Welt der Kinderlieder (1985), Kommt ein Vogel geflogen (2003), Mein kleines feines Kinderliederbuch (2005) oder Die schönsten Kinderlieder (2007).
Nicht nur deutsche Soldaten sangen das 4/4-taktige Lied – in unregelmäßigen Abständen gab die Bundeswehr Liederbücher mit Im Frühtau zu Berge heraus, z. B. 1958 Liederbuch der Bundeswehr, 1976 Hell klingen unsere Lieder und 1991 Kameraden singt! –, sondern auch österreichische, z. B. nach dem Österreichischen Soldatenliederbuch (1967).
Die größte Verbreitung erfuhr das Lied jedoch durch die Aufnahme in die erstmals 1953 erschienene Mundorgel, die bis 2012 eine verkaufte Textauflage von rd. 10 Millionen und eine Notenausgabe von 4 Millionen erreichte. Auch die relativ hohen Auflagen (ab 1978) des Fischer Taschenbuchs Volkslieder aus 500 Jahren und Das große Liederbuch (ab 2000) des Clubs Bertelsmann enthielten das Lied.
Betrachtet man die Rezeption von Im Frühtau zu Berge durch Tonträger, so ist auffällig, dass die Mehrheit der Langspielplatten und Compact Discs, auf denen das Lied enthalten ist, in den 1970er und 1980er Jahren erschienen ist. Das gilt sowohl für die DDR (Auf sonnigen Wegen (1975), Keine Bange (1977) und Klingende Autogramme (1979)) als auch für die Schweiz (Mädel ruck, ruck, ruck (1979) und die LP als Beilage zu Das große Liederbuch (s. o.) (1979), um nur einige zu nennen). In der Bundesrepublik Deutschland wurden für die Aufnahme von Volksliedern häufig Chöre engagiert, vor allem Kinderchöre wie der Dresdner Kreuzchor, der Jugendchor Winterthur, die Ulmer Spatzen und der Bielefelder Kinderchor etc., aber auch große Orchester, z. B. das Orchester Christian Wagner (Hüttenparty, 1976), das Stabsmusikkorps der Bundeswehr (Treue Bergvagabunden, 1977) und das Polizeiorchester Berlin (Das Polizeiorchester Berlin singt und spielt mit dem Berliner Kinderchor, 1978).
Auch bekannte Solisten interpretierten auf ihren Alben das Wanderlied, so der Opernsänger Hermann Prey (LP Hermann Prey, 1970), der ausgebildete Opern- und spätere Schlagersänger Tony Marshall (Das Wandern ist des Tony’s Lust, 1976) und der Volkssänger Heino (Sing mit Heino, Folge 7 und 8, 1979 und Lieder der Berge 2, 1981).
Einen gewissen Kultstatus erlangte ein aus den 1970er Jahren stammender Werbespot für Rasierwasser der Marke Hâttric (Schwarzkopf), in dem der deutsche Fußballspieler Uwe Seeler die ersten Takte des Liedes pfeift.

### Nach 1990
Weitere Aufnahmen renommierter Künstler folgten nach der Wende, darunter die Opernbassisten Günter Wewel mit Heimatklänge und Gunther Emmerlich mit Die schönsten Volkslieder aus aller Welt (beide 1994), Nena mit der Kinderlieder-CD Unser Apfelhaus (1995) und Peter Rubin, der die Titelzeile des Liedes Im Frühtau zu Berge zum Titel einer 1996 erschienenen CD machte. Auch Gotthilf Fischer und seine Fischer-Chöre trugen u. a. mit ihrem Album Die schönsten Volkslieder (1997) zur anhaltenden Popularität des Liedes bei. Noch in den Jahren von 2005 bis 2015, in denen die Auflage der traditionellen Liederbücher wie Mundorgel oder Bertelsmann-Liederbuch nachließ, erschien das Lied in verschiedenen Spartensammlungen: Jurtenburg (Liederbuch des Verbands christlicher Pfadfinderinnen und Pfadfinder, 2007), Wandervogel-Liederbuch (2007) und Das kleine Schwarze (2012).
Im Bundesland Sachsen-Anhalt gehört das Lied zu den zehn verpflichtend in der Schule zu singenden Liedern. Im Lehrplan ist festgehalten, dass das Lied von den Schülerinnen und Schülern melodisch, rhythmisch und textlich sicher gesungen werden sollte.

## Parodien
Große Popularität eines Werkes führt häufig dazu, dass der Titel sich verselbständigt oder dass es parodiert wird. So ist es auch mit Im Frühtau zu Berge geschehen. Die Verselbständigungen zeigen sich hier in Buchtiteln, die die erste Zeile verwenden, so Im Frühtau zu Berge wir gehen (herausgegeben von den Naturfreunden, Kantonalverband St. Gallen 1980), bei dem vom ehemaligen Chefredakteur des Manager Magazins Leo Brawand verfassten Buch Im Frühtau zu Berge – Was Wandern so vergnüglich macht (Bruckmann, München 2004) und in der von der Volkshochschule Hildesheim herausgegebenen Broschüre Im Frühtau zu Berge wir ziehn …: Hildesheimer Ausflugslokale im Wandel der Zeit, mit Beiträgen von Isa Bode-Meuser (2010).
1978 hatte Otto Waalkes mit seiner Parodie auf Konzerten und auf der LP Ottocolor, auf der er das Lied im Gesangsstil von Louis Armstrong und Udo Lindenberg interpretierte sowie als Country Song, Soul und als japanische Version vortrug, großen Erfolg. Daraufhin wurde auch in der DDR die Amiga-EP Otto (1980) aufgelegt. Einige Jahre später versuchte sich Mike Krüger mit Im Kühlschrank die Zwerge sie frier’n, fallera auf dem Album Ua Ua Ua (1989). Eine weitere Parodie stammt von „SEK“.
Der Satiriker, Grafiker und Schriftsteller Dieter Höss schrieb 1967 folgende Parodie:
Millionärslied
1.
Beim Frühstück am Morgen sie sehn, fallera,

wie schlecht ihre Aktien wieder stehn, fallera,

und warten dann voll Sorgen

auf den Stand von morgen

und sehen sich alle schon betteln gehn.
2.
Selbst kluge und steinreiche Leut, fallera,

sind heute vor Angst nicht mehr gescheit, fallera,

nur weil sie mal von ihren

Milliönchen drei verlieren

und reden deswegen von Krisenzeit.
1983 veröffentlichte Werner Böhm (Künstlername Gottlieb Wendehals) die CD ErVolkslieder, auf der sich eine weitere Parodie befand. Die erste Strophe lautet: „Im Frühstau bei Herne wir blühen richtig auf. / Da stehen wir so gerne und wachen langsam auf. / Wir gucken in die Runde und alle Viertelstunde, / da schiebt sich der Stau plötzlich meterweit vor“.